# Sean Tyla
Sean Tyla (* 3. August 1946 in Barlow, North Yorkshire; † 17. Mai 2020, eigentlich John Michael Kenneth Tyler) war ein englischer Musiker (E-Gitarre und Keyboards), Sänger und Songwriter. Er prägte die Band Ducks Deluxe, war danach Kopf der nach ihm benannten Tyla Gang und veröffentlichte später unter seinem eigenen Namen. Ein Konzert der Tyla Gang wurde 1978 für den Rockpalast im Hamburger Audimax aufgezeichnet. In Deutschland hatte Tyla als Solokünstler 1981 einen Charthit mit der Single Breakfast in Marin.

## Leben und Karriere

### Vom Skiffle zum Pubrock
Will Birch schreibt, dass Tyla ein Jugendfreund von Nick Lowe war. Die beiden lebten in den 1960er-Jahren gemeinsam in Rheindahlen, wo ihre Väter als Angehörige der britischen Rheinarmee stationiert waren. Sie gründeten eine Skiffle-Band namens The Four Just Men und spielten auf der Luftwaffenbasis im Jugendclub Standards wie Michael Row the Boat Ashore.
Seine musikalische Karriere begann Tyla als Songschreiber für Lionel Barts Musikverlag Apollo Music. Er spielte live für Freddie „Fingers“ Lee und Geno Washingtons Ram Jam Band und arbeitete im Studio mit Maynard Ferguson. Seine erste eigene Veröffentlichung war eine Single, die CBS 1971 unter dem Bandnamen Third World herausbrachte. Der Titel Miracles war eine Eigenkomposition Tylas. Im selben Jahr wurde er Roadie bei Help Yourself, war Koautor ihres LP-Tracks American Mother und wurde festes Mitglied der Band vor Aufnahme ihres fünften Albums, das allerdings erst mehr als 30 Jahre später veröffentlicht wurde. Noch 1972 war Tyla Mitgründer der Ducks Deluxe, die bis 1975 fester Bestandteil der Pub-Rock-Szene waren.

### Tyla Gang
Stiff-Records-Boss Dave Robinson wollte Tyla kurz nach Gründung seines Labels als Frontmann einer Band verpflichten, die weiter Pub-Rock-ähnlichen Sound spielen sollte (aus dieser Band wurde nach Robinsons Entdeckung von Graham Parker The Rumour). Doch Tyla wollte nach Ducks Deluxe keinen Pub Rock mehr spielen, seine neue Band Tyla Gang, gegründet mit seinem Bruder Gary im Spätherbst 1975 (und in Folge schnell wechselnden Line-ups unterworfen), sollte mit härterer Musik verbunden werden. Er unterschrieb dennoch auf Vermittlung Jake Rivieras, Robinsons Partner bei Stiff Records, einen Vertrag für zunächst eine Single und eine LP.

Britische Single Styrofoam der Tyla Gang

Veröffentlicht wurde im September 1976 jedoch nur die Single. Es war die zweite Veröffentlichung auf dem Label, mit der Katalognummer BUY 4 – eigentlich war sie als vierte Single vorgesehen, doch Tyla hatte darauf gedrängt, sie früher in die Shops zu bringen. Styrofoam, die A-Seite, war ein Song von Darrell DeVore, dem ehemaligen Keyboarder der Band The Charlatans. Die B-Seite Texas Chainsaw Massacre Boogie hatte Tyla selbst geschrieben; sie „erinnerte an frühe ZZ Top“. Aufgenommen hatte Tyla die beiden Tracks mit Tweke Lewis (von Man, Gitarre), Peter O’Sullivan (Bass) und Phil Nedin (Schlagzeug). Die Single kam mitten im Punk-Boom auf den Markt und wurde mit ihrem „lautstarken Minimalismus“ entsprechend vermarktet. Stiff packte sie in einen neutralen Umschlag, auf dem Slogans wie „Artistic breakthrough double ‘B’ side“ („Künstlerischer Durchbruch Doppel-B-Seite“ – auf den Labels waren beide Seiten als B-Seite benannt.) und „This record certified gold on leaving the studio“ („Diese Platte schon bei Verlassen des Studios Gold-zertifiziert“) aufgestempelt waren. Tatsächlich sei die Single „Ein typisch amerikanisches Stück Bluesrock, gesungen in einem künstlichen amerikanischen Akzent. Eindeutig kein Punk.“ Stiff verkaufte von der Single nach Angabe von Dave Robinson etwa „3.500 bis vielleicht 4.000“ Exemplare, was für ein neu etabliertes Label sehr gut gewesen sei, das über die Post und eine Reihe von unabhängigen Plattenläden vertrieb, so Richard Balls in seinem Buch Be Stiff – The Stiff Records Story.
Die Tyla Gang veröffentlichte auf der Stiff-Kompilations-LP Bunch of Stiffs einen weiteren Track, The Young Ones – bei dieser Aufnahme bestehend aus Tyla, O’Sullivan sowie Gitarrist Bruce Melbourne(-Irvine) und Drummer Michael Desmarais. Auf derselben Platte gab es einen Song der „Stiff Supergroup“ The Takeaways; Food spielte Tyla gemeinsam mit Larry Wallis, Dave Edmunds und Nick Lowe ein; Sänger war CP Lee (von Alberto Y Lost Trios Paranoias), der aus Vertragsgründen auf der Platte und ihrem Cover nicht genannt wurde. Darüber hinaus produzierte Tyla die Single Silver Shirt der Plummet Airlines, die ebenfalls auf Stiff (BUY 8) erschien.
Im Jahr 1977 wechselte die Tyla Gang zum Beserkley-Label. Mittlerweile hatte sich das Lineup aus Tyla, Bassist Brian Turrington und Drummer Mike Desmarais (beide zuvor bei den Winkies) und Gitarrist Bruce Irvine konsolidiert. In dieser Besetzung nahm die Band das Album Yachtless – von dem auch die Single Dust on the Needle stammte, die in Großbritannien nie offiziell veröffentlicht wurde und nur in wenigen White-Label-Exemplaren existiert, in Deutschland hingegen auf den Markt kam – und auch zwei Peel Sessions auf. Mit den ersten 5000 LPs wurde eine EP (Sean’s Demos) verschenkt, unter anderem mit dem Song Suicide Jockey, der in der Bandversion erst auf dem 1978 folgenden Album Moonproof erschien. In Deutschland kam er als Single heraus. Robert Christgau bewertete die LP in seinem Bewertungsschema von A bis E mit B−. Während der Aufnahmen zu dieser zweiten LP und zu einer weiteren Peel Session ersetzte Ken Whaley (ehemals Help Yourself) Turrington am Bass. Den Stil der Band verglichen Rezensenten mit amerikanischem Bluesrock wie Little Feat, weswegen die Tyla Gang oftmals als „zweitklassige Nachahmer“ kritisiert wurde.
Am 15. März 1978 wurde ein Konzert der Tyla Gang im Hamburger Audimax für die WDR-Produktion Rockpalast aufgezeichnet. Jörg Gülden rezensierte in Sounds: „Gang-Leader Sean Tyla, einstens mit Ducks Deluxe zu Beinaheruhm gelangt, schreibt ganz dufte Titel, nur Gesang ist ihm leider nicht so recht gegeben. Doch das machte seine Drei-Mann-Gang mit knochenhartem britischem Beat wieder wett.“ Das Konzert wurde 2014 als DVD und als CD veröffentlicht. Tyla und seine Band konzentrierten sich nun mehr auf den kontinentaleuropäischen Markt, speziell Deutschland und Skandinavien. In Schweden wurde Moonproof im Oktober 1978 für eine Woche auf Platz 38 der Albumcharts gelistet.
Als Beserkley Records 1979 den Betrieb einstellte, löste sich die Tyla Gang auf.

### Erfolg als Solokünstler
Sean Tyla erhielt von Roger Daltrey Zeit für Aufnahmen in den Ramport Studios der Who. Hier entstand sein erstes Soloalbum Sean Tyla’s Just Popped Out. Tyla erhielt einen Vertrag bei Polygram, das Album wurde 1980 auf dem Zilch-Label (in Deutschland auf Line Records) veröffentlicht. Tyla arbeitete mit neuen Musikern wie Kenny Laguna zusammen, aber auch Weggefährten wie Nick Garvey von Ducks Deluxe und The Motors und Bruce Irvine. Joan Jett und Carlene Carter waren unter den Sängern und Sängerinnen, die die Backing Vocals beisteuerten. Der Track Breakfast in Marin eröffnete die A-Seite des Albums und wurde in Deutschland noch im selben Jahr als Single ausgekoppelt. Am 11. Dezember 1980 zeigte der Musikladen das Video zu Breakfast in Marin, woraufhin die Single am 5. Januar 1981 neu in die Charts einstieg. Darin hielt sie sich 19 Wochen mit der Höchstplatzierung auf Rang 27. In Großbritannien kam die Single erst im April 1981 auf den Markt, als sie in Deutschland bereits ein Hit geworden war. Für die deutschen Konsumenten wurde ein weiterer Titel des Albums, Diamond Lane, als Single veröffentlicht, der allerdings den Erfolg nicht wiederholen konnte. Das Album Redneck in Babylon von 1981 wurde in Europa, jedoch nicht in Tylas Heimatland veröffentlicht.

### Projekte, Rückzug, Comeback
Neben seinem Soloprojekt spielte er unter anderen mit Mike Nesmith und Joan Jett. 1982 gründete er mit Deke Leonard die Band The Force, die lediglich (in Deutschland und Schweden) ein gleichnamiges Album herausbrachte. Das kurzlebige Projekt fand sein Ende, als Tyla bei einem Gig in London Lampenfieber bekam – Resultat langer Jahre intensiver Konzerttourneen. Bis 1985 veröffentlichte er noch einige Solosingles, ehe er sich aus der Musikszene zurückzog. Laut seiner Homepage von 2012 litt er an ME/CFS. In seiner Autobiografie schrieb er, er sei danach unter anderem als Webdesigner und als Crickettrainer tätig gewesen.
Mitte der 2000er Jahre gab Tyla ein Comeback. Bei Jungle Records wurde 2006 eine CD mit Tylas Songs aus Ducks-Deluxe- und Tyla-Gang-Zeiten veröffentlicht. Sein viertes und letztes Soloalbum, Back in the Saddle, erschien im Jahr darauf. Die Bands Ducks Deluxe und Tyla Gang wurden wiederbelebt und spielten regelmäßig Gigs, speziell in London, aber auch in Schweden, wo Tyla als Vorgruppe von Dave Edmunds und der schwedischen Band The Refreshments fungierte. 2010 brachte die Tyla Gang das Album Rewired mit teils unveröffentlichten Tracks aus den Jahren 1977/1978 heraus. Es folgte 2013 das Album Stereo Tactics mit neuem Songmaterial. Die Aktivitäten mit den beiden Bands gingen bis ins Jahr 2016. Daneben gründete Tyla 2011 die Band Trouble Boys mit Billy Bremner, dem ehemaligen Gitarristen von Rockpile, und dem schwedischen Saxophonisten Micke Finell. Die Trouble Boys veröffentlichten in Schweden zwei Alben, Bad Trouble (2011) und More Trouble (2016). Mit Bruce Irvine spielte Tyla in einer Band namens Black Dog Station bis 2018.
Sean Tyla starb am 17. Mai 2020 nach einer chronischen Lebererkrankung, „obwohl ich 30 Jahre lang nicht getrunken habe“, wie er Will Birch anvertraute. Sein Tod wurde am 3. Juli 2020 bekannt, so dass gelegentlich dieses Datum als Todestag angegeben wird.

## Diskografie
(Veröffentlichungen für UK, falls nicht anders angegeben. Diskografie mit Ducks Deluxe siehe hier)
Singles
als Third World:
- 1971: Miracles / Baby Boeing (CBS)

mit Tyla Gang:
- 1976: Styrofoam / Texas Chainsaw Massacre Boogie (Stiff)
- 1976: Amsterdam Dog / Midnight Moon (Sean Tyla and His Gang, Dynamo/NL)
- 1977: Suicide Jockey / Cannons of the Boogie Night (Skydog/DE, FR)
- 1977: Dust on the Needle / Pool Hall Punks (Beserkley)
- 1978: Dust on the Needle / Don’t Turn Your Radio On (Beserkley/DE)
- 1978: Tropical Love / Walking the Dog (Live) (Beserkley)
- 1978: Tropical Love / Pool Hall Punks (Beserkley/NL)

solo:
- 1980: Breakfast in Marin / Freeway in the Rain (Line/DE)
- 1980: Breakfast in Marin / Amsterdam Dog (Polydor/US)
- 1981: Diamond Lane / Credit Card Bash (Line/DE)
- 1981: Breakfast in Marin / Sean Tyla and English Electric: Paradise Track (Zilch)
- 1981: Landing Lights / Tonight (Sean Tyla and English Electric, Zilch)
- 1981: Landing Lights / Paradise Track (Sean Tyla and English Electric, Zilch/DE)
- 1981: Landing Lights / Pink Cafe (Sean Tyla and English Electric, Zilch-Carrere/FR)
- 1983: Running On Empty / Daddy Put the Bomp (Live) (Sean Tyla and the Rhythm, Instant/DE)
- 1983: Paradise Lost / Turn On the Fun (Polar/SWE)
- 1983: Heartaches in Harmony (Venice or Venus) / Hearts, Knights, Lovers in Trouble (Instant/DE)
- 1985: Eve of Destruction / Berlin Story (Live) (Line/DE)

EP
mit Tyla Gang:
- 1977: Sean’s Demos: Suicide Jockey / It’s Only Rock and Roll (But It Gets Up Your Nose) // Mad Muchachos / Cannons of the Boogie Night (Beserkley/free with album Yachtless, UK)

Alben
mit Tyla Gang:
- 1977: Yachtless (Beserkley)
- 1978: Moonproof (Beserkley)
- 2010: Rewired (Jungle)
- 2013: Stereo Tactics (Ball & Chain/SWE)

solo:
- 1980: Sean Tyla’s Just Popped Out (Zilch)
- 1983: Redneck in Babylon (Line/DE)
- 1983: Rhythm of the Swing (Instant/DE)
- 2007: Back in the Saddle (Hawkhead)

mit Trouble Boys:
- 2011: Bad Trouble (Ball & Chain/SWE)
- 2016: More Trouble (Ball & Chain/SWE)